# 乌逊安包国家公园
乌逊安包国家公园位于马来西亚砂拉越，于2005年认定为国家公园。乌逊安包国家公园的面积为471.22平方公里（另说493.55平方公里），是砂拉越第三大的国家公园，仅次于姆禄山国家公园和砻头国家公园。:1

## 地理

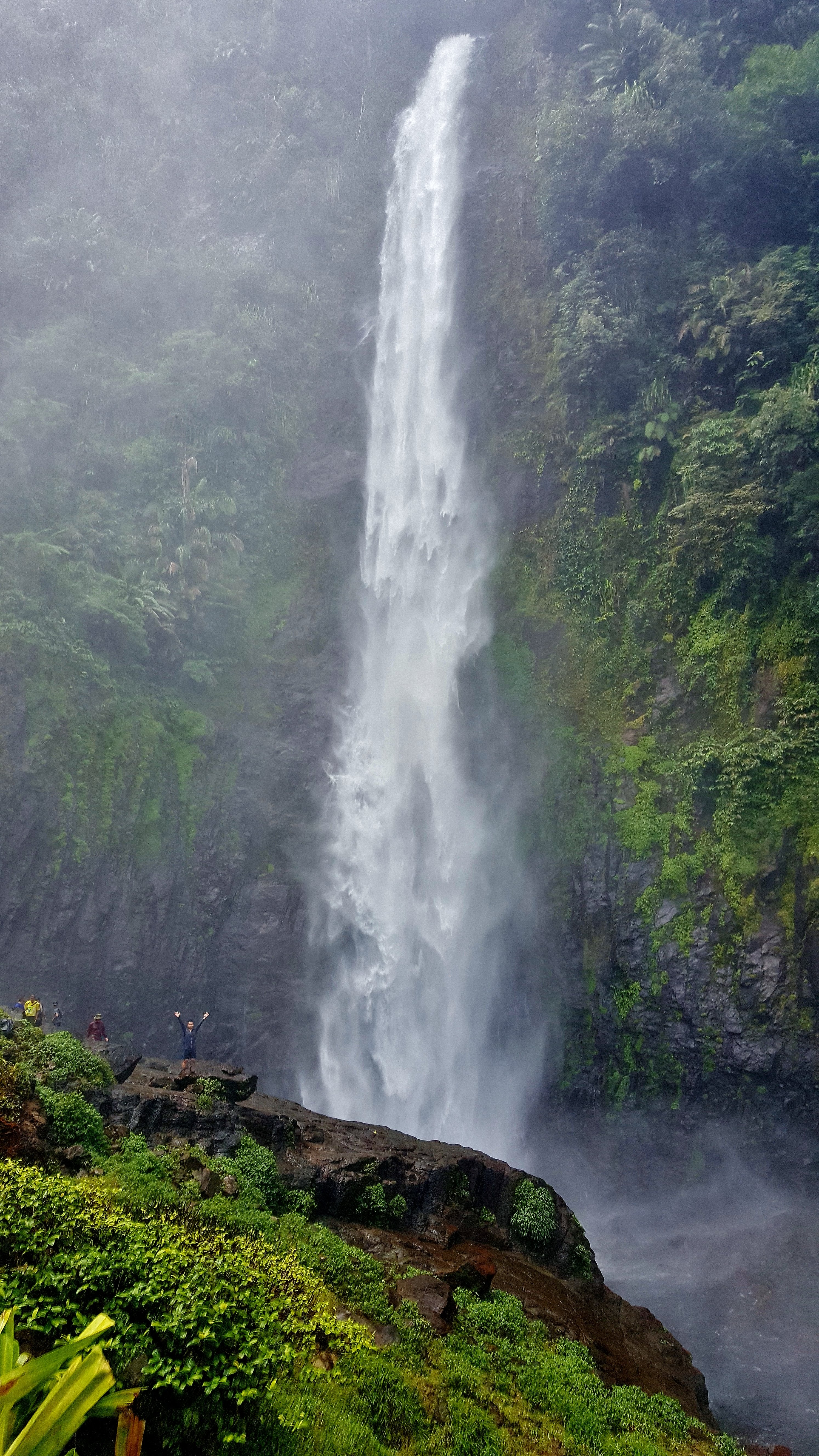
祖兰瀑布

乌逊安包国家公园位于占地约1550平方公里的熔岩台地。该熔岩台地是拉让江与峇南河的源头，上面有三个死火山。熔岩台地的北边、东边、西边都有高约300米的悬崖，而北边的三条河则汇集成高约245米的祖兰瀑布。:1,3

## 动植物
乌逊安包国家公园的森林包括巽他荒原森林:3和婆罗洲山地雨林。
许多易危与近危鸟类物种都栖息在乌逊安包国家公园，如鳞背鹇（Lophura bulweri）、Carpococcyx radiceus、马来犀鸟（Buceros rhinoceros）、锈红林鹧鸪（Caloperdix oculeus）、Batrachostomus harterti、Batrachostomus stellatus、灰胸咬鹃（Harpactes whiteheadi）、丽绿阔嘴鸟（Calyptomena hosii）、Oriolus hosii、灰褐噪鹛（Garrulax palliatus）、Zoothera everetti。乌逊安包国家公园被划为重点鸟区。
Ansonia teneritas是乌逊安包国家公园的特有种。此外，当地还发现了婆罗洲猩猩。

## 通行
前往乌逊安包国家公园的路上都只有砾石路，因此难以通行。:1,42022年8月，砂拉越总理阿邦佐哈里宣布政府会改善通往乌逊安包国家公园与祖兰瀑布的道路，以将其开发成旅游景点。